# Peter Kraus (hockey sur gazon)
Peter Kraus, né le 27 juin 1941 à Rüsselsheim am Main et mort le 1er août 2024, est un joueur ouest-allemand de hockey sur gazon, champion olympique en 1972 à Munich.

## Biographie
Peter Kraus fait partie de l'équipe nationale ouest-allemande sacrée championne olympique aux Jeux d'été de 1972 à Munich.